# 中华隐子草
中华隐子草（学名：Cleistogenes chinensis）为禾本科隐子草属下的一个种。